# Cosijn von Ripperda

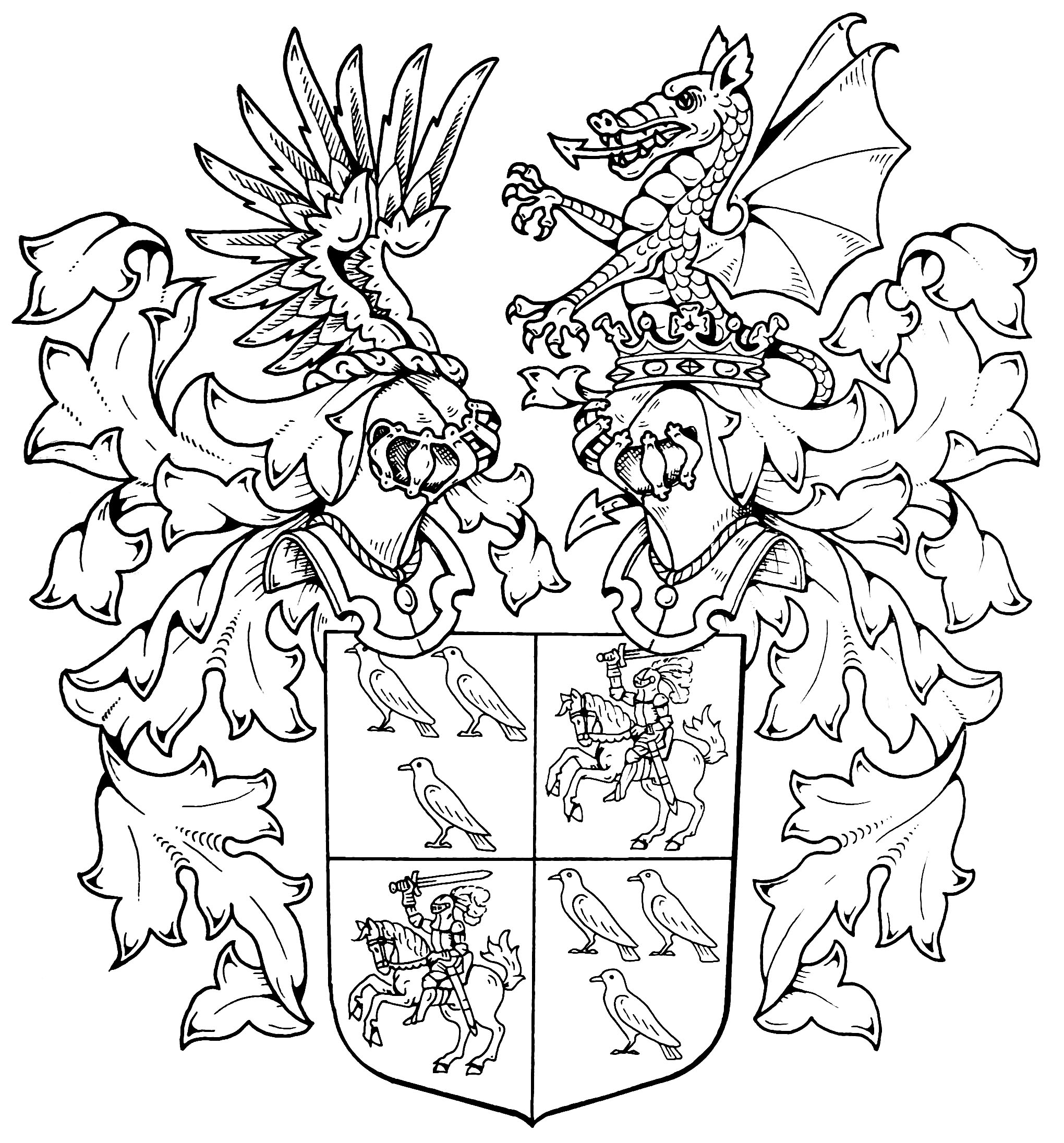
Wappen der Freiherren Cosijn v. Ripperda

Cosijn von Ripperda (eigentlich: von Ripperda-Cosyn) ist der Name des jüngsten Zweiges des reichsfreiherrlichen Geschlechtes von Ripperda. Stammhalter dieser Linie gehören zu den letzten Mitgliedern dieser uradeligen, deutsch-dänisch-niederländischen Familie.

## Wappen
Das Wappen der Cosijn von Ripperda ist geviert. Die Felder eins und vier zeigen in schwarz einen goldenen geharnischten Reiter (Ripperda), die Felder zwei und drei je in blau drei (zwei, ein) silberne Vögel (Cosijn). Das Wappen hat zwei Helme: auf dem bewulsteten rechten zwei silberne Adlerflügel, auf dem bekrönten linken ein goldener wachsender geflügelter Drache eine pfeilförmige Zunge herausstreckend.

## Geschichte
Die Linie Cosijn von Ripperda ist auf den Freiherrn Georg Wilhelm Unico von Ripperda a.d.H. Ellerburg (1784–1812) gegründet. Dieser heiratete (1810) Johanna Cosyn, eine Nachfahrin des Hugenottengeschlechtes Cousin de la Cocquerie.